# NGC 2638
NGC 2638 is een spiraalvormig sterrenstelsel in het sterrenbeeld Lynx. Het hemelobject werd op 21 januari 1885 ontdekt door de Franse astronoom Édouard Jean-Marie Stephan.

## Synoniemen
- UGC 4534
- MCG 6-19-16
- ZWG 179.18
- PGC 24453